# E. C. Was Here
E. C. Was Here è il secondo album live di Eric Clapton, registrato nel 1974 e 1975 e pubblicato nel 1975.

## Tracce

### Edizione originale in vinile[1]

#### Lato A
1. Have You Ever Loved A Woman - 7:42 (Billy Myles)
2. Presence Of The Lord - 6:42 - (Clapton)
3. Driftin' Blues - 3:25 - (Johnny Moore, Charles Brown, Eddie Williams)

#### Lato B
1. I Can't Find My Way Home - 5:10 - (Steve Winwood)
2. Ramblin' On My Mind - 7:17 - (Robert Johnson)
3. Further On Up The Road - 7:22 - (Joe Medwick, Don Robey)

### Edizione in CD serieThe Eric Clapton Remasters(1996)[2]
1. Have You Ever Loved A Woman - 7:49 (Billy Myles)
2. Presence Of The Lord - 6:40 - (Clapton)
3. Driftin' Blues - 11:43 - (Johnny Moore, Charles Brown, Eddie Williams)
4. Can't Find My Way Home - 5:18 - (Steve Winwood)
5. Ramblin' On My Mind - 7:38 - (Robert Johnson)
6. Further On Up The Road - 7:30 - (Joe Medwick, Don Robey)

## Formazione
- Eric Clapton - chitarra, voce
- Yvonne Elliman - voce
- George Terry - chitarra ritmica
- Dick Sims - organo
- Carl Radle - basso
- Jamie Oldaker - percussioni
- Marcy Levy - tamburello